# Marc Romersa
Marc Romersa (ur. 1 lutego 1956 w Dudelange) – luksemburski lekkoatleta, skoczek wzwyż, zawodnik klubu CA Dudelange.
Brał udział w igrzyskach olimpijskich w 1976 (Montreal). W eliminacjach skoku wzwyż przeskoczył poprzeczkę na wysokości 200 i 205 cm (dwukrotnie w drugich próbach). Zajął 29. miejsce ex aequo z dwoma zawodnikami (jeden z gorszych wyników eliminacji). Nie dostał się do finału.
Mistrz Luksemburga w latach 1976-1978. Rekord życiowy – 2,15 m (1976). 
Jego ojcem był gimnastyk Jos Romersa, także olimpijczyk.